# Strzelce Opolskie
Strzelce Opolskie là một thị trấn thuộc huyện Strzelecki, tỉnh Opolskie ở nam Ba Lan. Thị trấn có diện tích 30 km². Đến ngày 1 tháng 1 năm 2011, dân số của thị trấn là 19542 người và mật độ 652 người/km².